# Море Влажности
Мо́ре Вла́жности (лат. Mare Humorum) — небольшое круглое лунное море, расположенное в юго-западной части видимой с Земли стороны Луны.

## Описание
Окружающие море Влажности горы образуют границу древнего бассейна ударного происхождения. Бассейн заполнен застывшей базальтовой лавой, простирающейся местами за его границу: так, северо-западная граница бассейна плавно переходит в южную оконечность Океана Бурь. Слой застывшей лавы, предположительно, имеет толщину свыше 3 км, при этом толщина слоя увеличивается к центру бассейна.
Точный возраст моря сложно установить, поскольку не существует образцов горной породы, собранных в данной области. Однако считается, что возраст моря сходен с возрастом Нектарийского и Имбрийского бассейнов, то есть лежит в пределах от 3,4 до 4,4 млрд лет.
Исследователи считают море Влажности довольно интересным образованием с точки зрения науки, поскольку оно позволяет понять процессы формирования других лунных морей под воздействием тектоники бассейнов и эволюцию масконов — областей лунной коры с гравитационными аномалиями.

## Образования
Среди относительно крупных кратеров, расположенных в пределах бассейна моря, выделяются кратер Гассенди на северном побережии (диаметр 110 км) и Доппельмайер на юге (диаметр 66 км). Кратер Гассенди рассматривался в качестве возможного места посадки спускаемого аппарата Аполлон 17.
От уступа Кельвин, находящегося с юго-востока, в море вклинивается мыс с одноименным названием.